# 11790 Ґуде
11790 Ґуде (11790 Goode) — астероїд головного поясу, відкритий 1 вересня 1978 року.
Тіссеранів параметр щодо Юпітера — 3,382.